# 포도 12알

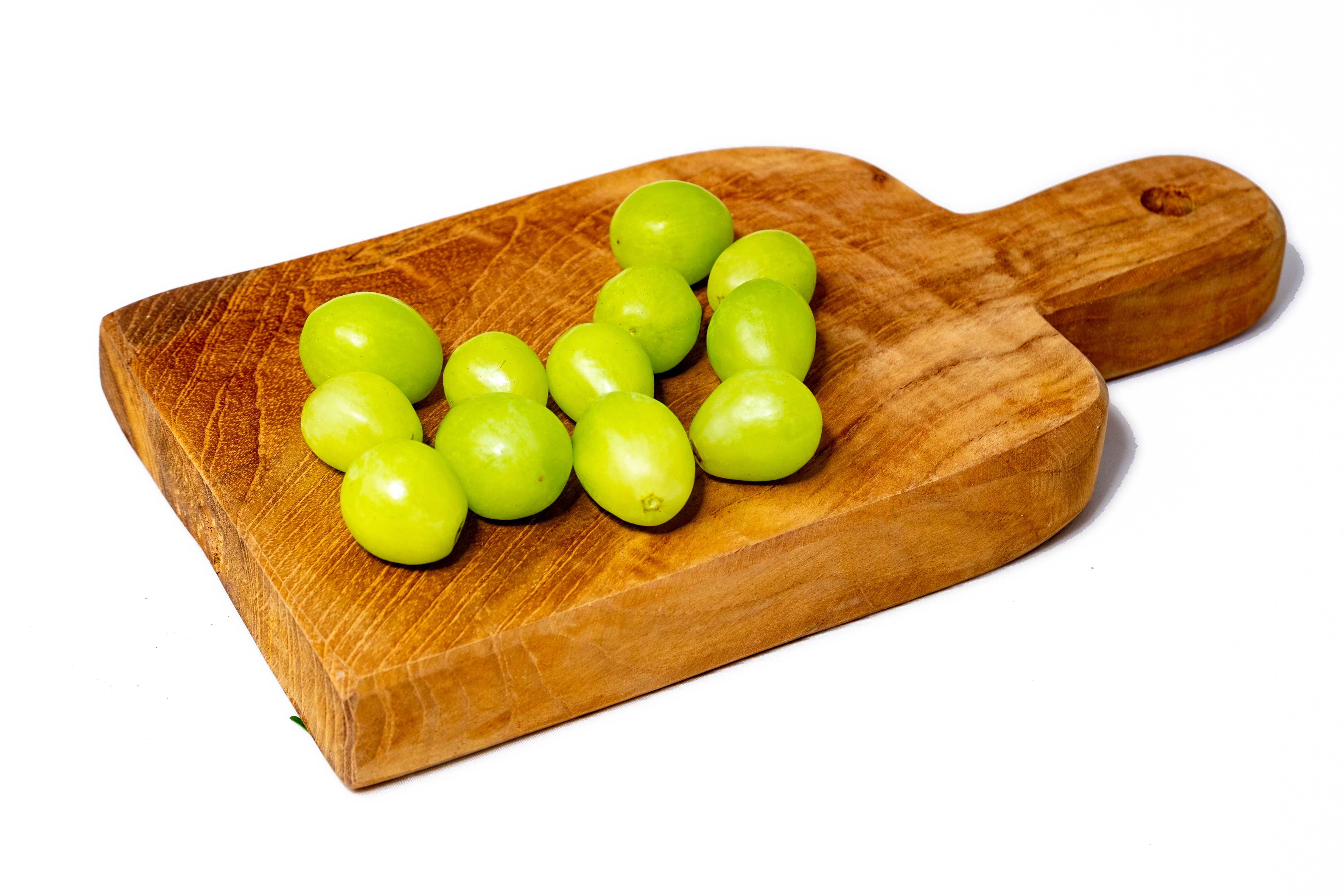
12알의 포도

포도 12알(스페인어: las doce uvas de la suerte, "행운의 포도 12알")은 새해를 맞이하기 위해 12월 31일 자정에 총 12번의 시계 종이 울릴 때마다 포도를 먹는 스페인의 전통이다. 각각의 포도와 시계의 종소리는 신년(新年)의 12개월을 상징한다.
이 전통은 1895년부터 시작되었으며 1909년에 대중화되었다. 1909년 12월 일부 알리칸테도 지방의 포도 농가들은 수확량이 많은 기간 동안 포도 생산량이 많아지자 포도 판매를 장려하기 위해 이 같은 풍습을 퍼뜨렸다. 12알의 포도를 먹으면 한 해 동안 행운과 번영이 찾아온다고 한다. 포도 12알을 먹으면 마녀와 악을 물리친다고 믿는 일부 지역도 있지만, 오늘날에는 대부분 새해를 축하하고 환영하는 전통으로 이어지고 있다.
사람들은 집에서 가족들과 신년전야(Nochevieja) 저녁 식사 후 다같이 포도를 먹거나 이 전통이 시작된 광장인 푸에르타 델 솔 등 전국의 주요 광장에서 포도를 먹는다.
12알의 포도를 먹는 전통은 스페인 외에도 라틴 아메리카, 카리브해에 있는 몇몇 국가, 미국, 자메이카 등의 히스패닉 문화권에서도 이루어진다. 이 전통은 히스패닉 크리스마스 축제의 일부이다.